# Jules Van Marcke
Pour les articles homonymes, voir Van Marcke.
Jules Van Marcke ou Jules van Marcke de Lummen, né à Bruxelles le 8 février 1797 et mort à Liège le 17 janvier 1849, est un peintre et un lithographe belge.
Son champ pictural couvre les paysages et les portraits.

## Biographie

### Entourage familial
Jean Baptiste Joseph, dit Jules Van Marcke, né à Bruxelles le 8 février 1797, est issu d'une famille d'artistes. Il est le fils et l'aîné des dix enfants de Charles Emmanuel van Marcke de Lummen (1773-1830), artiste peintre et fondateur d'un atelier de décors sur porcelaine, et de Anne Catherine van den Plas (1774-1849), mariés à Bruxelles le 9 janvier 1796.
Jules Van Marcke épouse avant 1824 Julie Palmyre Robert (1802-1875), également artiste peintre, fille de Jean-François Robert, peintre à la manufacture de Sèvres. Le couple a trois fils, nés à Sèvres : Ernest (1825), Émile (1827-1890), peintre et graveur français et Gustave (1829-1907), artiste violoniste, directeur du conservatoire de Córdoba en Argentine.

### Formation
Jules Van Marcke travaille initialement, à l'instar de ses frères et sœurs, dans l'atelier de décors sur porcelaine créé et dirigé par son père. Établi à Paris avant 1825, il se forme en peinture paysagiste dans l'atelier du peintre parisien Louis Étienne Watelet,,,. En 1825, il expose au Salon de Douai (une peinture sur porcelaine) et en 1827 au Salon de Paris (deux paysages),.

### Carrière
Après avoir œuvré comme peintre sur porcelaine à la manufacture de Sèvres, Jules Van Marcke revient en Belgique et s'établit en 1830 à Liège, où, avec le concours de son épouse, il dirige une école de peinture,, qui a notamment compté comme élève Charles Soubre. Il participe aux salons triennaux belges,.
Atteint durant des années par une pathologie de la moëlle épinière qui l'avait, rendu impotent, sans toutefois l'empêcher de travailler dans son atelier, ou de se rendre dans les endroits où il peignait, Jules Van Marcke meurt le 17 janvier 1849, à l'âge de 51 ans, en son domicile, boulevard d'Avroy, à Liège,.

## Œuvres

### Caractéristiques

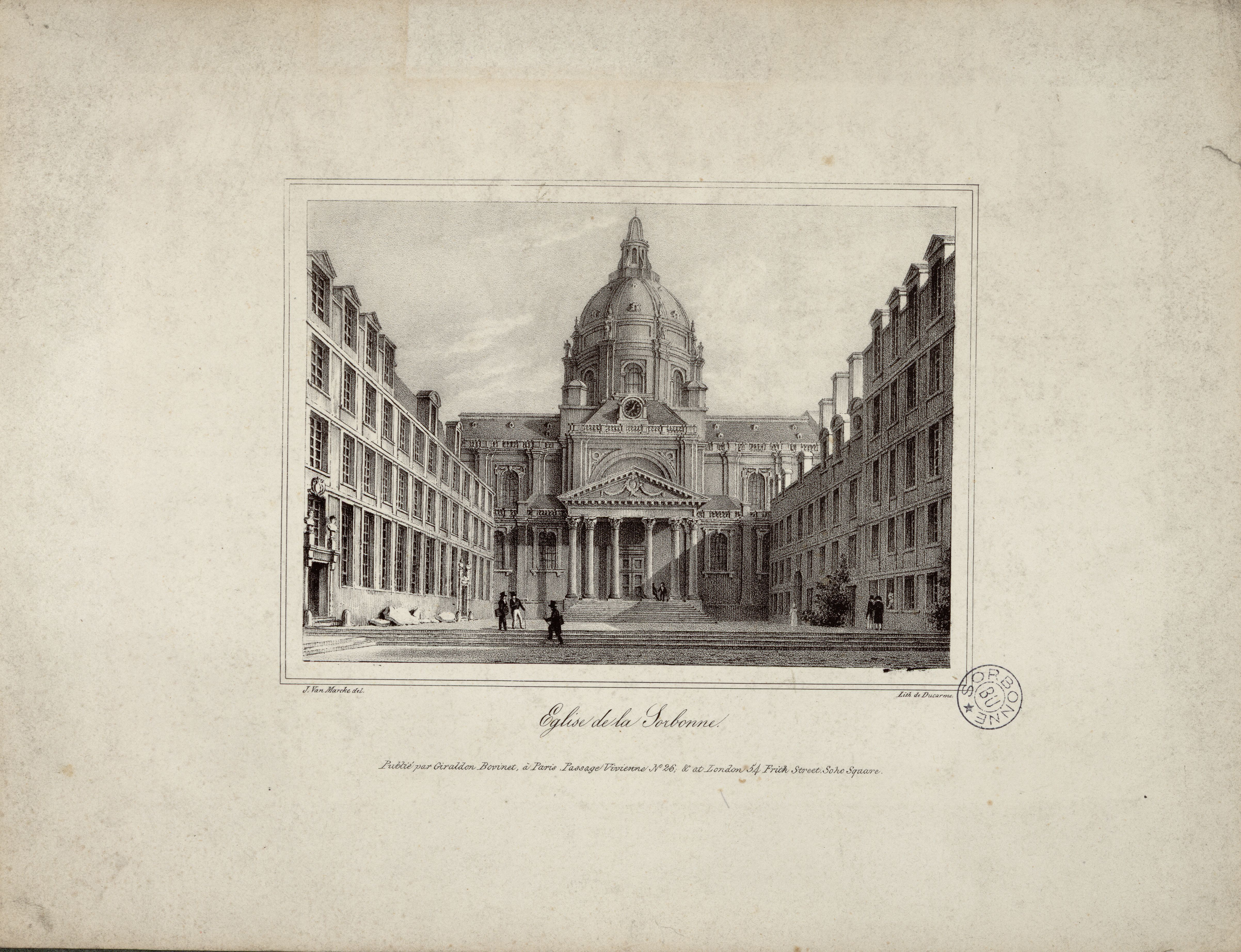
Église de la Sorbonne, estampe de Jules Van Marcke.

Son champ pictural couvre les paysages et les portraits. Après avoir, influencé par son professeur Louis Étienne Watelet, peint des paysages alpestres, il se consacre ensuite à représenter des sites belges, tels les environs de Tilff et Remouchamps, les bords de la Meuse ou de l'Ourthe ou des sites industriels, comme les deux aciéries Cockerill à Seraing vers 1836-1840,,. Également dessinateur, il illustre avec d'autres artistes Le Juif errant d'Eugène Sue en 1844.

### Catalogue et musées
Des œuvres de Jules van Marcke sont présentes dans les collections du musée d'Orsay,,, du Rijksmuseum Amsterdam, du Worcester Art Museum, du musée Broel, du musée de la Vie wallonne,,, et du Grand Curtius,,,.

### Expositions
- Salon de Douai de 1825 : Un paysage peint sur Porcelaine[10].
- Salon de Lille de 1825 : Un paysage peint sur Porcelaine[30].
- Salon de Paris de 1827 : Vue des ruines du château de Pierrefonds et Carrefour du Vivier-Payen, forêt de Compiègne[11].
- Salon d'Anvers de 1834 : Moulin, près de Clermont en Auvergne, Site des Alpes, soleil couchant et Étude de chaumières (peintures) et une peinture sur porcelaine[31].
- Salon de Bruxelles de 1836 : Vue prise à Jupille près de Liège et deux paysages[32].
- Salon d'Anvers de 1837 : Un pont rustique et Troncs de bois blanc coupés[33].
- Salon de Gand (XVII) de 1838 : Vue prise près d'Aywaille et Vue prise à Sougné[34].
- Salon de Bruxelles de 1839 : Site pris dans le vallon de Montjardin, Rochers, étude d'après nature, Vue prise près de Cheratte, sur la Meuse et Effet de brouillard[6],[8],[35].
- Salon d'Anvers de 1840 : Vue prise à Remouchamps et Site aux environs de Liège, traversé par une petite rivière[36].
- Salon d'Anvers de 1843 : Effet de soleil couchant et Site des bords de l'Ourthe[37].
- Salon de Gand (XIX) de 1844 : Vue prise à Méry, sur les bords de l'Ourthe[38].
- Salon de Bruxelles de 1845 : Vue prise au Quareux et Rochers des bords de l'Amblève[39].
- Salon d'Anvers de 1846 : Rives de l'Amblève, Chemin sur la lisière d'un bois et Vue prise à Remouchamps[40].

### Galerie

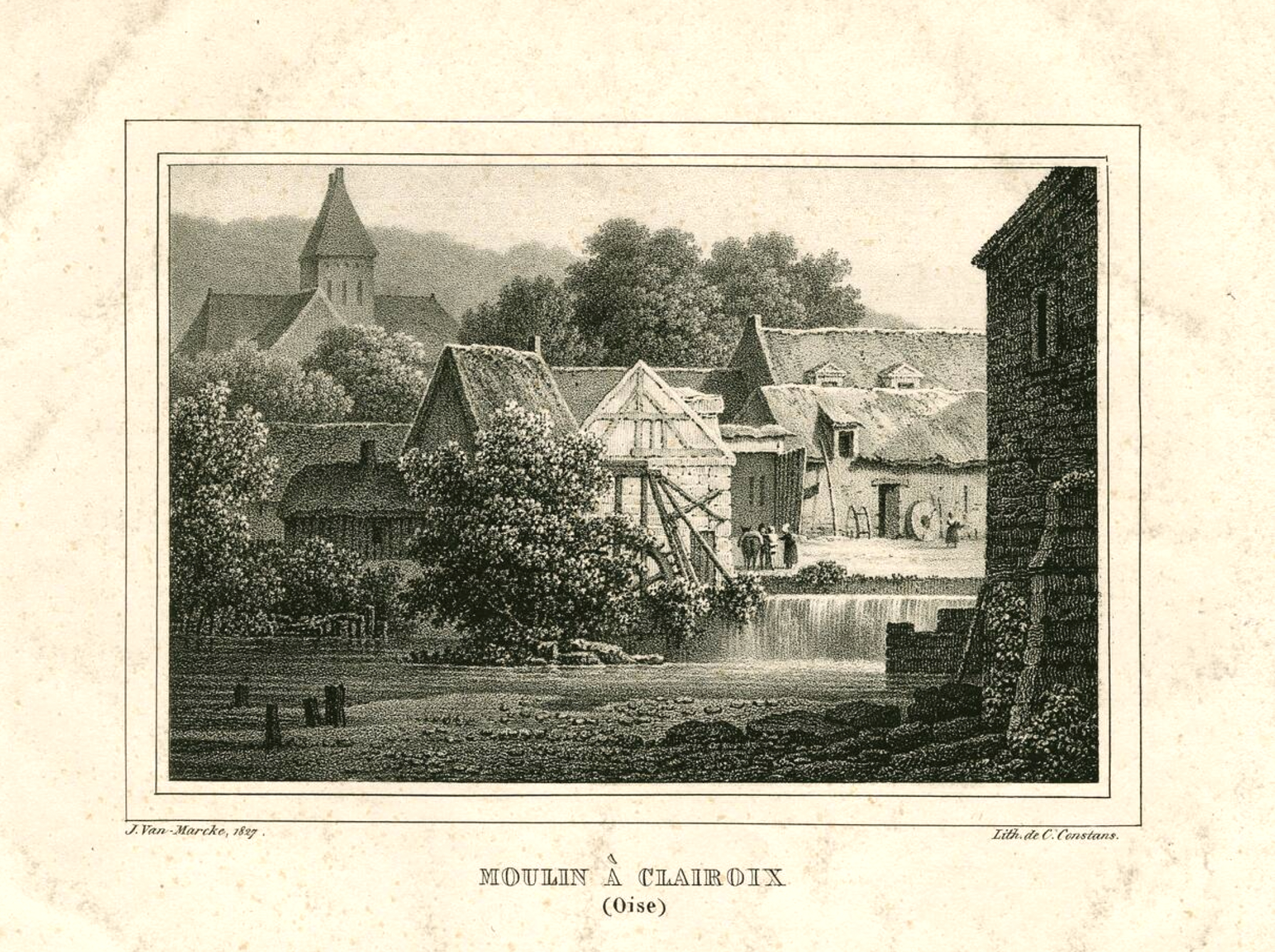
Moulin à Claroix (Oise), lithographie, 1827.
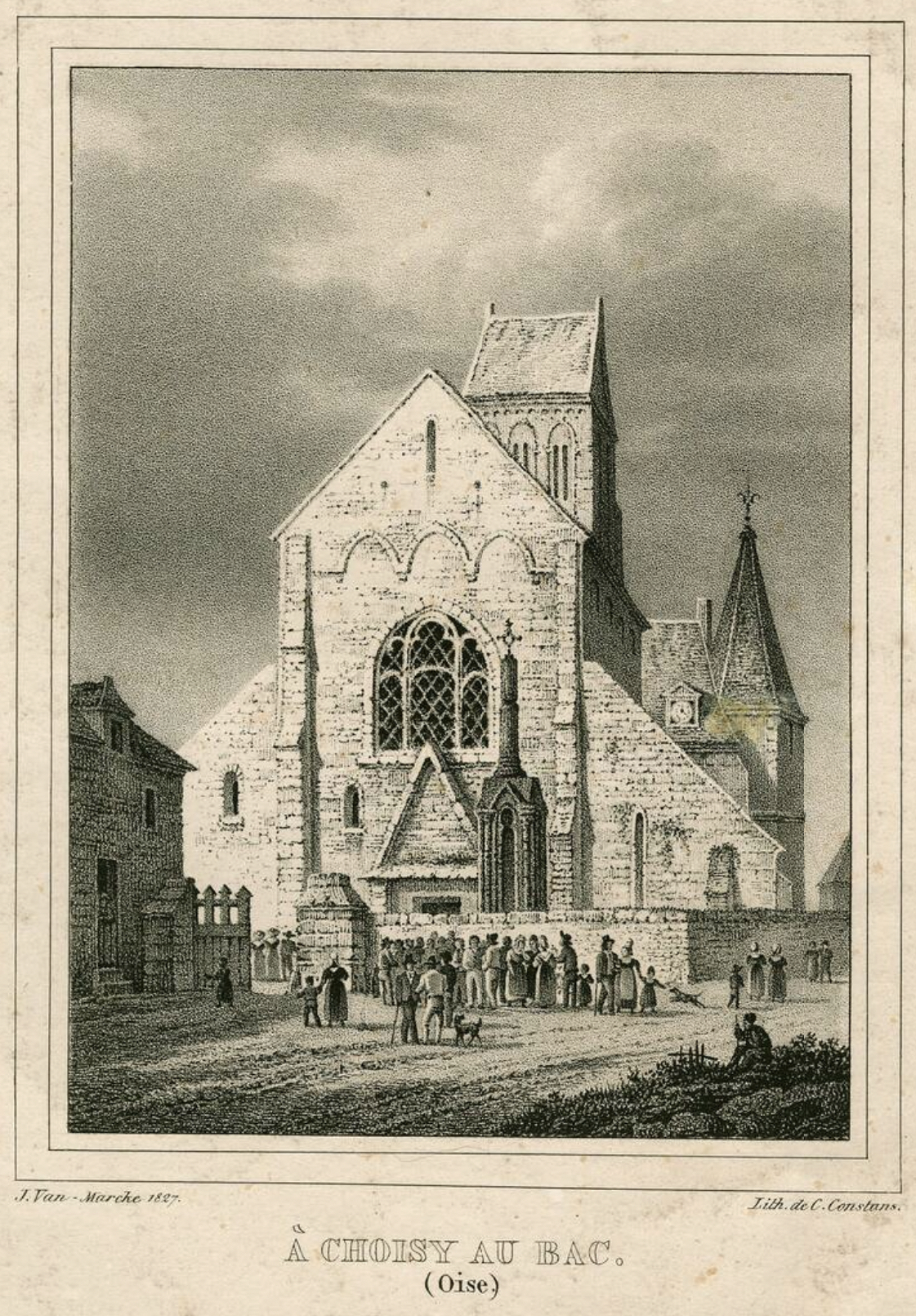
À Choisy au Bac, Oise, lithographie 1827.
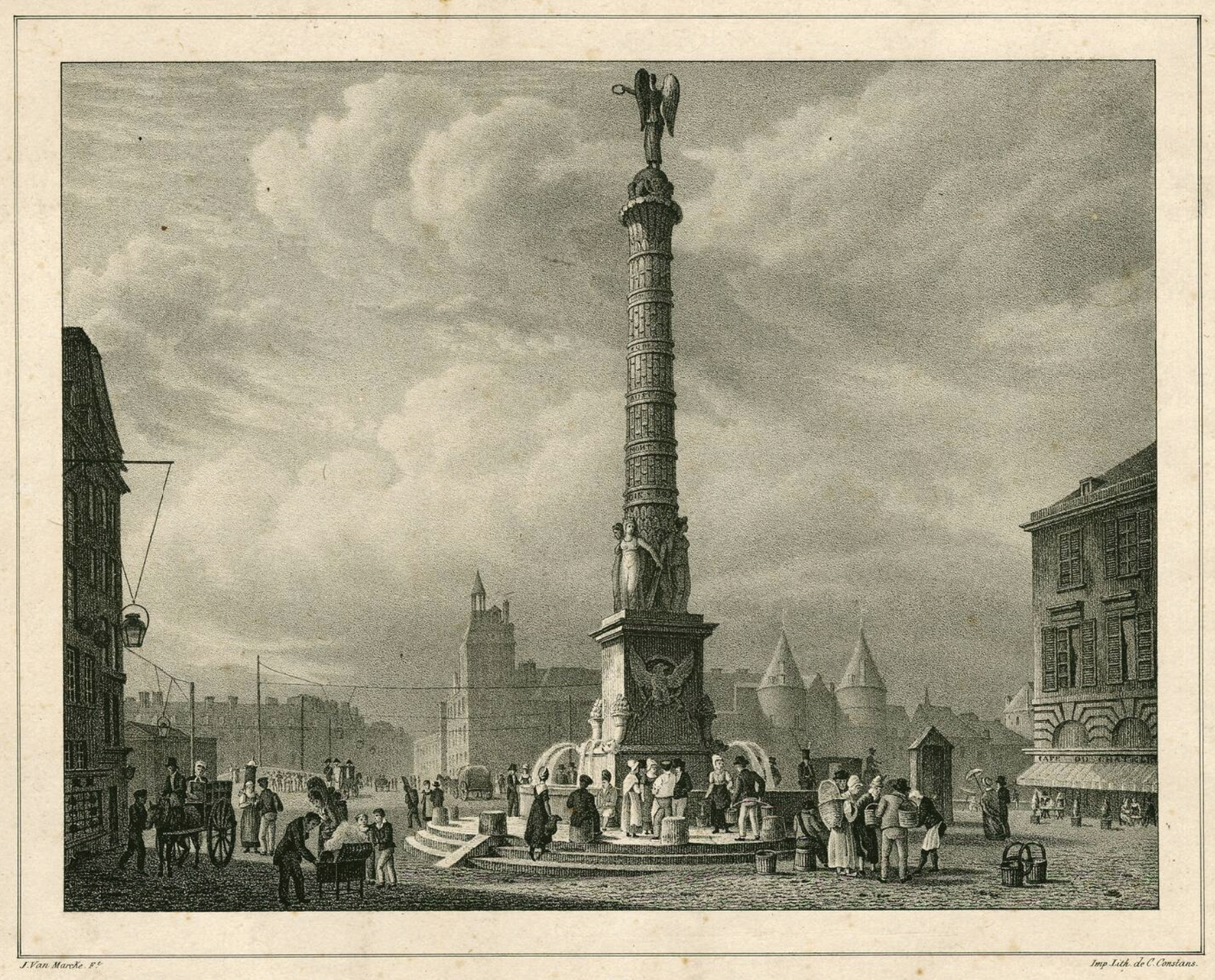
La Fontaine du Châtelet à Paris, lithographie.
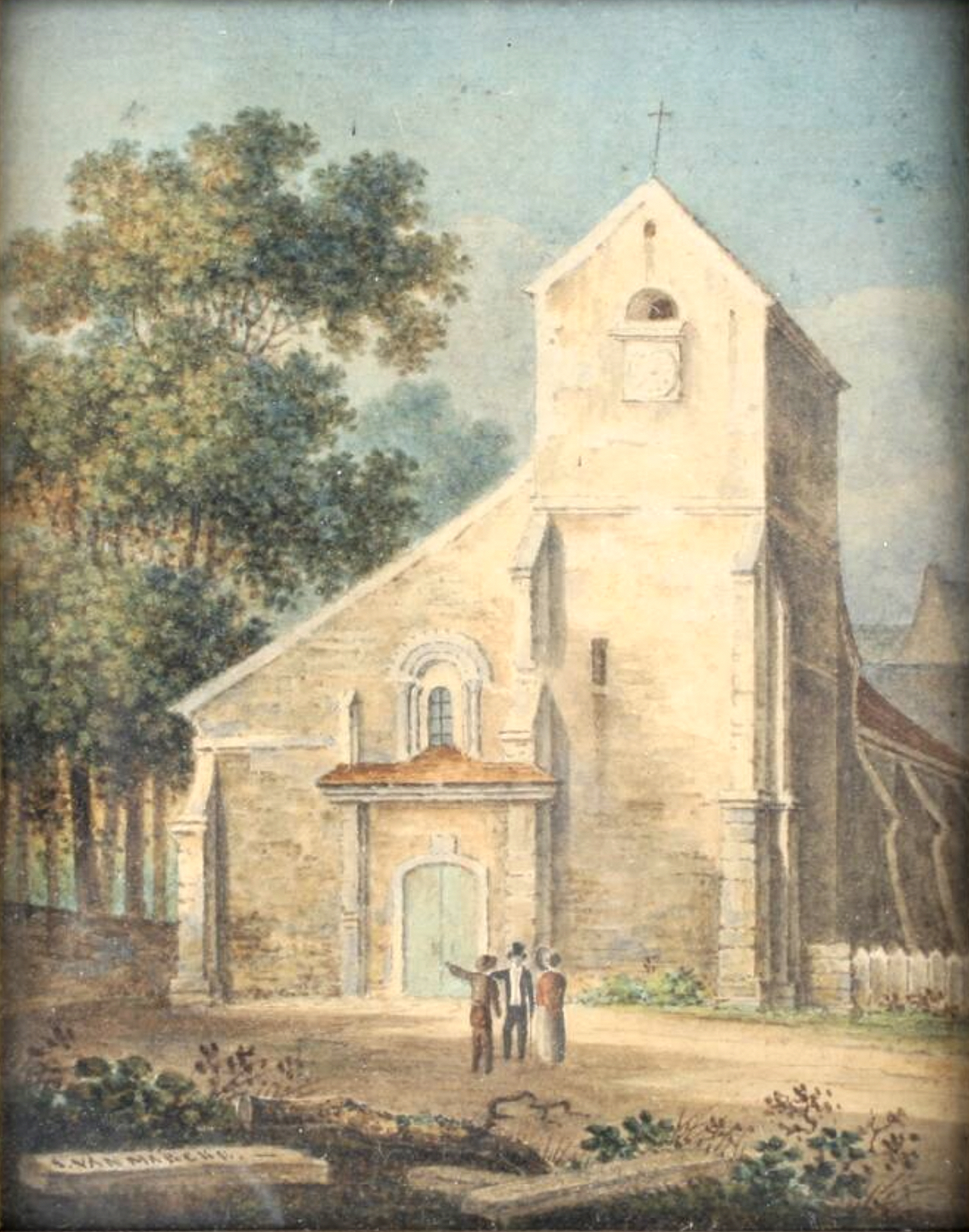
Paysage romantique avec église romane, aquarelle, vers 1840.
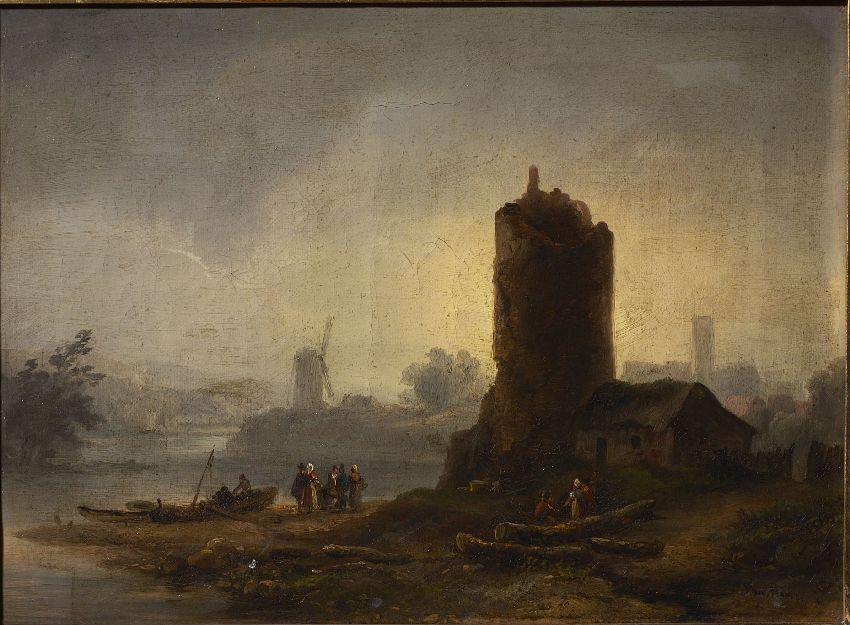
Ruines, huile sur toile non datée.